# 조 대백
조 대백(曹 戴伯, ? ~ 기원전 796년, 재위: 기원전 825년 ~ 기원전 796년)은 중국 춘추 시대 조(曹)나라의 8대 군주로, 휘는 소(蘇)이다.

## 사적
형 유백(幽伯)을 죽이고 즉위하였다.
대백 30년(기원전 796년), 죽었다. 아들 치(雉)가 뒤를 이었다.

## 출전
- 사마천, 《사기》
  - 권14 십이제후연표(十二諸侯年表)
  - 권35 관채세가(管蔡世家)

| 전임 형 유백 강 | 제8대 조나라의 백작 기원전 825년 ~ 기원전 796년 | 후임 아들 혜백 치 |